# Euexia percnopus
Euexia percnopus är en fjärilsart som beskrevs av Louis Beethoven Prout 1915. Euexia percnopus ingår i släktet Euexia och familjen mätare. Inga underarter finns listade i Catalogue of Life.